# 16,25″ морское орудие Mk I
16,25-дюймовая морская пушка Mk 1 — первое английское корабельное орудие калибра 16 дюймов с четвертью (413 мм).
К проектированию сверхтяжёлых казнозарядных нарезных артсистем фирма Армстронга приступила в начале 1880-х гг., сразу после получения заказа на создание 17-дюймовой пушки для итальянского флота. Окончательные чертежи 16,25″ морской пушки системы Армстронга поступили на утверждение Артиллерийского комитета 16 сентября 1884 года. Новые артиллерийские системы предназначались для установки в качестве орудий главного калибра на броненосец типа «Адмирал Бенбоу».
Первые испытания орудий состоялись в конце 1886 г. на стрельбище Вуличского арсенала. В ходе испытаний было доказано, что на дистанции 1000 ярдов снаряд корабельного орудия Mark I может пробить 30-дюймовую
(762-мм) железную плиту. Тем самым новое орудие превосходило все артиллерийские системы, имеющиеся на вооружении английского флота к тому времени.

## Конструкция орудия
По своей конструкции орудие практически не отличалось от 12″ и 13,5″ пушек, разработанных на Вулическом королевском арсенале. На внутреннюю толстостенную трубу в горячем состоянии нагонялись 17 скрепляющих колец и мантель, в которую входил запирающий механизм. Казённая часть усиливалась тремя слоями колец (нижний слой покрывал 2/3 длины орудия, следующий — чуть больше половины, последний — только 1/3). Во внешнем ряду, кроме четырёх обычных скрепляющих коротких цилиндров, помещались ещё четыре гребенчатых кольца, с помощью которых ствол фиксировался на орудийном станке.
Нарезка ствола орудия производилась по смешанной системе. От зарядной каморы до участка в 6′2,2″ (1,89 м) от дульного среза нарезы шли с прогрессивной крутизной, у казённой части их шаг составлял
один оборот на 130 калибров, а ближе к дульному срезу — один оборот на 30 калибров. Далее они нарезались с постоянным шагом один оборот на 30 калибров. В качестве запирающего механизма фирма-разработчик использовала поршневой затвор с обтюратором конструкции Вавассера. Обтюратор — плоская медная чашечка, прилегающая своим дном к плоскому фасу затвора, а закраинами к медному кольцу, вделанному в стены ствола. При производстве выстрела пороховые газы, вдавливая чашечку в фас поршневого затвора, расширяли её, чем и достигалась обтюрация. Единственным крупным недостатком подобной системы являлась чувствительность
медного кольца к загрязнению. При образовании на нём нагара закраины чашечки уже недостаточно плотно прилегали к нему, в результате чего терялась герметичность, и пороховые газы начинали просачиваться, и обтрюраторы  приходилось часто заменять.

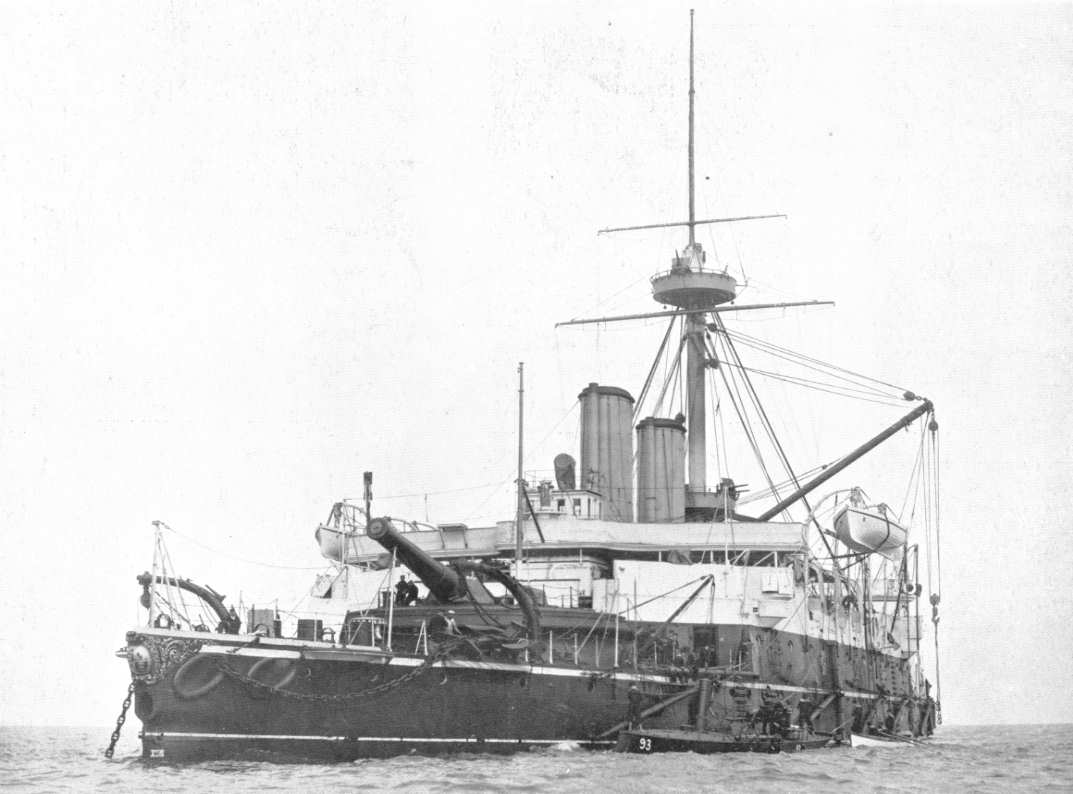
Артиллерийское 16¼-дюймовое орудие Mark I, установленное на барбете броненосца «Бенбоу» (1897)

Первоначально полный боезапас каждой артустановки главного калибра должен был состоять из 100 снарядов и полных зарядов к ним, но к моменту вступления в строй броненосцы «Бенбоу» боезапас был сокращён до 92 снарядов на ствол (бронепробивающие бомбы Паллисера — 37 шт., стальные разрывные бомбы — 44 шт., шрапнель — 11 шт.), причём номенклатура боеприпасов была сокращена с 5 до 3 видов. Немного позднее в боекомплекте появились стальные бронебойные снаряды, заменившие часть бронепробивающих бомб Паллисера. К 1892 году на каждое орудие ГК полагалось по 17 чугунных и 20 стальных бронебойных снарядов.
Снаряды всех типов имели широкий ведущий поясок с четырьмя желобками, разделяющий его на пять колец, каждое шириной в 10,2 мм. Для лучшего центрирования в стволе снаряды изготовлялись с головным утолщением. Бронепробивающая бомба Паллисера из закалённого чугуна весом 1800 фунтов (816,46 кг) имела длину 43,57″ (2,68 калибра), несла разрывной заряд в 29,5 фунтов (13,38 кг) и снабжалась донным взрывателем. Её стоимость по ценам 1880-х гг. составляла 38 фунтов 2 шиллинга (240 царских рублей). Стальная разрывная бомба делалась из литой стали, имела вес 1800 фунтов, длину 55″ (3,4 калибра) и снаряжалась 179,25 фунтами (81,31 кг) чёрного дымного пороха. Кованая стальная разрывная бомба имела разрывной заряд в 187,5 фунтов (85,05 кг). Все разрывные бомбы снабжались головной трубкой прямого действия. Стоимость разрывной бомбы из литой стали достигала 134 фунтов 18 шиллингов (850 руб.) Шрапнель имела тот же вес и длину, что и разрывная бомба, но в отличие от последней снаряжалась 2330 чугунными пулями, каждая весом 4 унции (113,4 г), имела стальной тонкостенный корпус и приставную деревянную голову.
Воспламенение вышибного заряда производилось при помощи трубки двойного
действия, аналогичной применявшейся для других тяжёлых пушек. Первоначально орудие проектировалось под метательный заряд чёрного цилиндрического пороха С2 весом в 900 фунтов (408,23 кг), но с появлением медленногорящих порохов его решили заменить на заряд в 960 фунтов (435,45 кг) пороха SBC, разделённый на восемь картузов по 120 фунтов (54,43 кг). Заряд разгонял снаряд до начальной скорости в 2087 фут/с (636 м/с). Для учебных стрельб использовался заряд в 3/4. При использовании чугунной разрывной бомбы общая стоимость выстрела полным зарядом достигала
80 фунтов стерлингов (около 504 руб.).